# Una lucertola con la pelle di donna (album)
Una lucertola con la pelle di donna è un album che contiene la colonna sonora del film omonimo, composta da Ennio Morricone nel 1971.

## Descrizione
La prima incisione della colonna sonora risale al 1971, epoca di uscita della pellicola sugli schermi. Si trattava di un EP promo stampato dalla RCA su acetato, destinato alla circolazione interna della RAI. La colonna sonora completa è stata pubblicata per la prima volta da Screen Trax nel 1996 in formato CD. In seguito è stata ristampata numerose volte da altre case discografiche, tra cui General Music, Dagored e Beat Records Company.

## Tracce
Musiche di Ennio Morricone.
1. La lucertola – 6:25
2. Magia nera – 2:33
3. Giorno di notte – 4:41
4. Fondate paure – 2:43
5. Che strano – 3:33
6. Mimetizzata – 4:28
7. Sole sulla pelle – 4:17
8. Sfinge – 4:35
9. Spostato ad Est – 2:16
10. A Lucio Fulci – 5:28
11. Nenia per una bambola – 3:17
12. Spiriti – 2:11
13. Ancora ad Est – 3:19
14. Sfinge (II versione) – 2:15
15. Che strano (II versione) – 2:37
16. Mimetizzata (II versione) – 3:45
17. Notte di giorno (II versione) – 4:42
18. A Lucio Fulci (II versione) – 3:59
19. La lucertola (II versione) – 6:28

Durata totale: 73:32